# تیلیخته
تیلیخته (به هلندی: Tilligte) یک منطقهٔ مسکونی در هلند است که در دینکل‌لاند واقع شده‌است. تیلیخته ۷۴۲ نفر جمعیت دارد.